# Karl Schenk
Johann Karl Emmanuel Schenk (Berna, 1º dicembre 1823 – Berna, 18 luglio 1895) è stato un politico svizzero.
Nel dicembre 1863 è stato eletto nel Consiglio federale svizzero, rimanendovi fino alla sua morte, avvenuta nel luglio 1895. Fino al 2008, con trentuno anni di presenza, è stato il più longevo membro del Consiglio.
Nel corso del suo mandato ha diretto il Dipartimento degli affari interni (1864, 1866-1870, 1872, 1879-1884 e 1886-1895), il Dipartimento politico (1865, 1871, 1874, 1878 e 1885), il Dipartimento delle finanze (1872), il Dipartimento delle poste e dei lavori pubblici (1875-1877).
Era rappresentante del Partito Liberale Radicale.
Ha ricoperto la carica di Presidente della Confederazione svizzera sei volte: 1865, 1871, 1874, 1878, 1885 e 1893.
È stato inoltre Presidente della Croce Rossa svizzera dal 1873 al 1882.